# El corral: Una festa molt animal
El corral: Una festa molt animal (títol original en anglès: Barnyard) és una pel·lícula de comèdia d'animació del 2006 produïda per Nickelodeon Movies i O Entertainment i distribuïda per Paramount Pictures. La pel·lícula està produïda, escrita i dirigida per Steve Oedekerk, el cocreador de Jimmy Neutron: El nen inventor. La pel·lícula es va estrenar als cinemes d'Espanya el 28 de setembre de 2006.
Té una adaptació televisiva, titulada Animalades al corral.